# Lapoș
Lapoş é uma comuna romena localizada no distrito de Prahova, na região de Muntênia. A comuna possui uma área de  km² e sua população era de 1404 habitantes segundo o censo de 2007.